# جوشوا هونج
جوشوا هونج (بالإنجليزية: Joshua Hong)‏ هو مغني أمريكي، ولد في 30 ديسمبر 1995 في لوس أنجلوس في الولايات المتحدة.

## وصلات خارجية
- جوشوا هونج على موقع ميوزك برينز (الإنجليزية)